# 明日の田園都市
『明日の田園都市』（あすのでんえんとし、Garden Cities of To-morrow）は、イギリスの都市計画家エベネザー・ハワードの著書。1898年に最初に出版された際には、『明日－真の改革にいたる平和な道』(To-morrow: A Peaceful Path to Real Reform) と題されていた。1902年に再版された際に、『明日の田園都市』と改題された。本書を契機として、田園都市運動が起こった。
この本は、スラムがなく、都市の魅力（機会、娯楽、高賃金など）と農村の魅力（美しさ、新鮮な空気、低い賃料など）の両方を享受できる都市を構想したものである。ハワードは、「三つの磁石」の図によってその理念を提示している。彼の理念は、資本主義の経済体系の中で、個人や共同体の必要のバランスを追求しようとするものであった。
イングランドのふたつの町、レッチワースとウェリンが、田園都市として建設された。これらの田園都市は、理念として示されたものと完全に一致するものとはならなかったが、スプロール現象を制御するひとつのモデルを提示したのであった。

## 1898年版に掲載された図

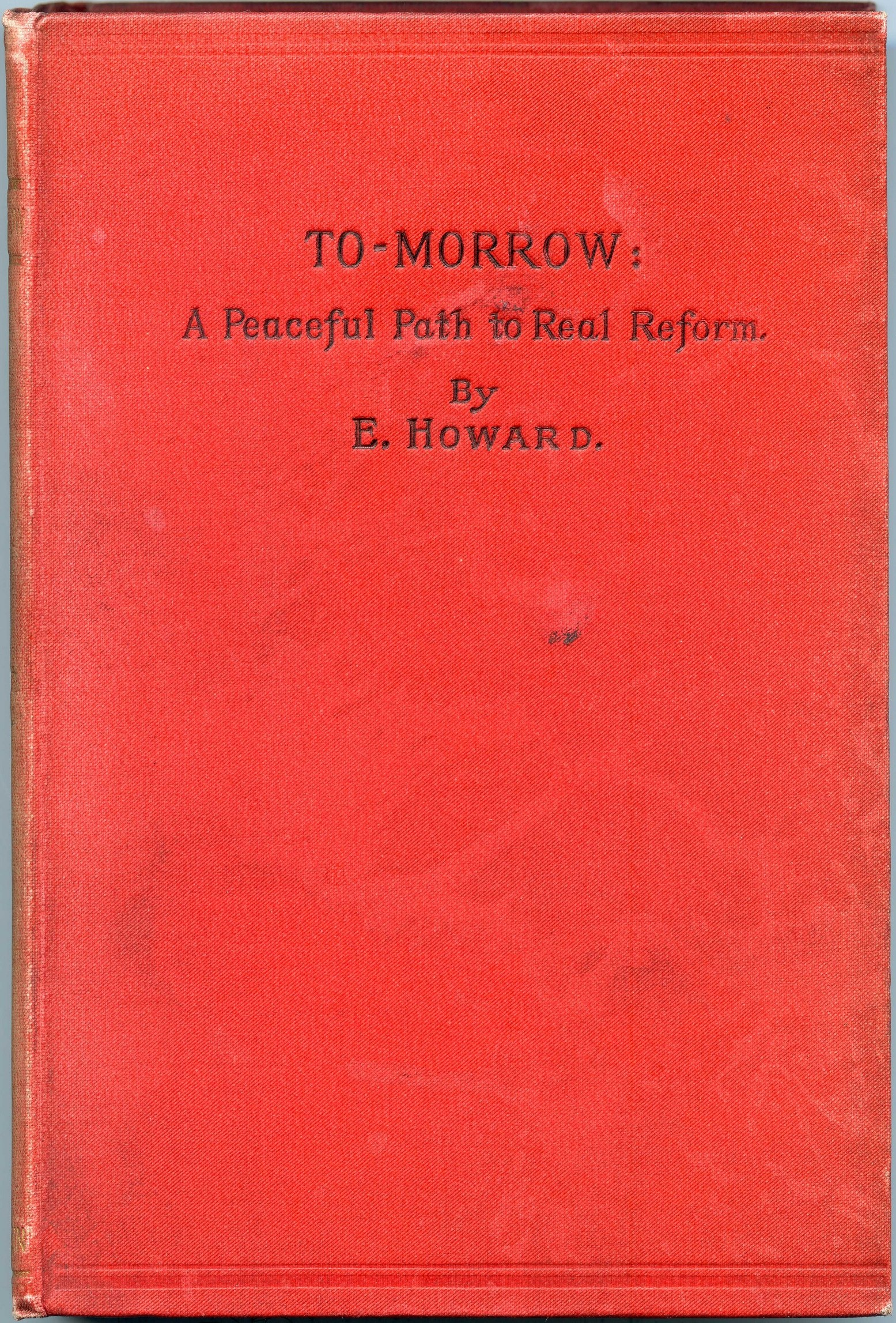
Ebenezer Howard, To-morrow: A Peaceful Path to Real Reform. 表紙
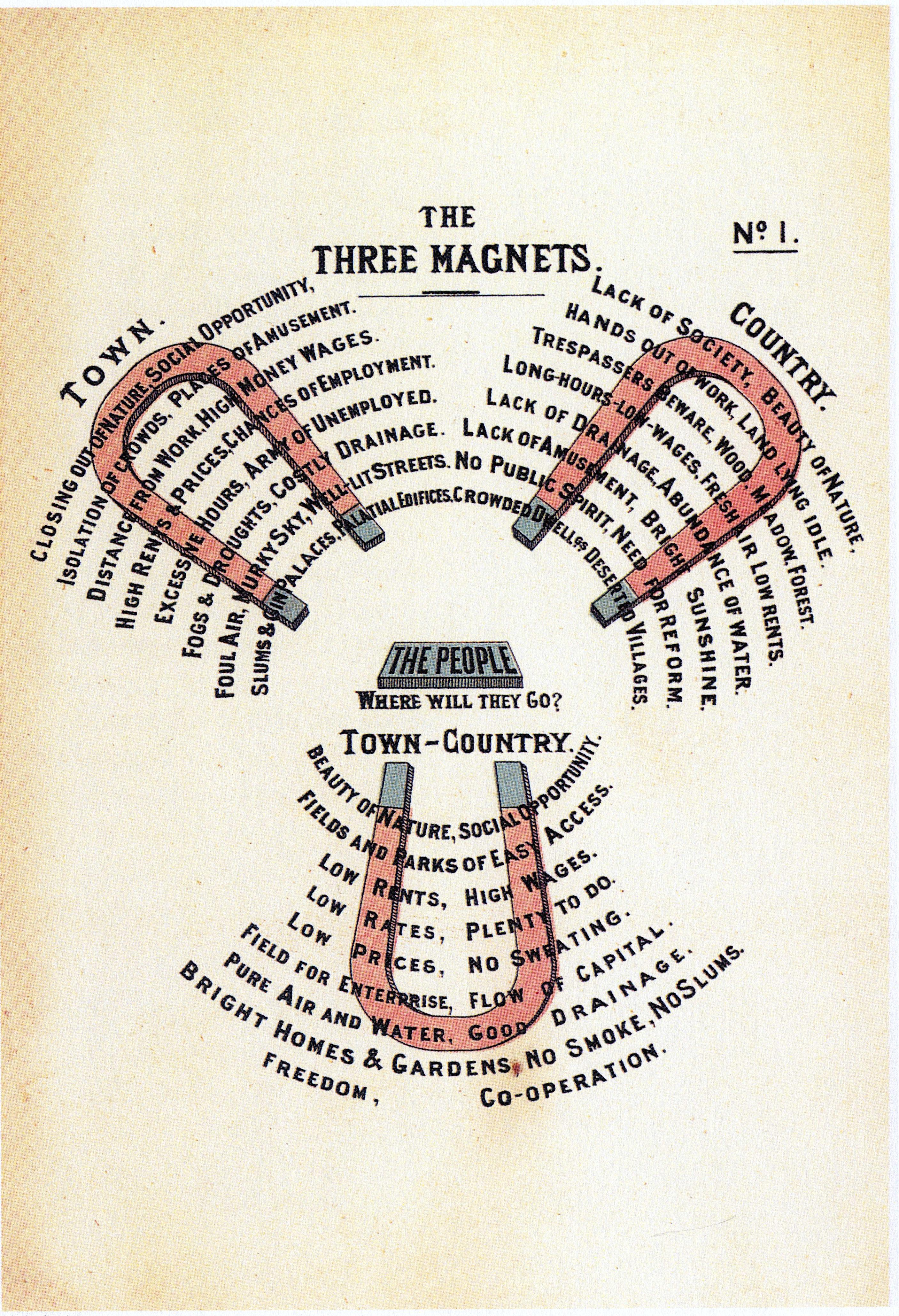
Diagram No.1: The Three Magnets
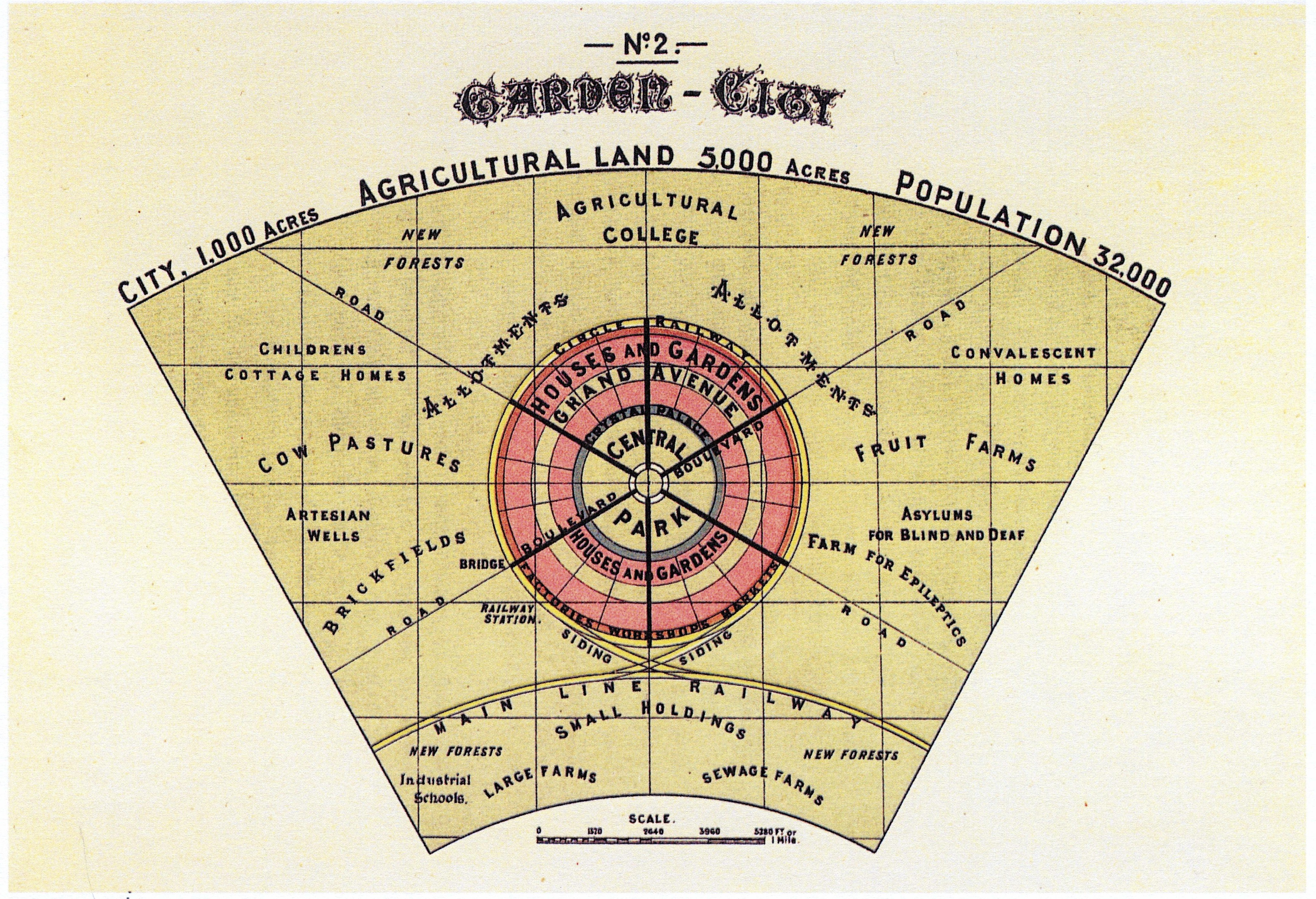
Diagram No.2
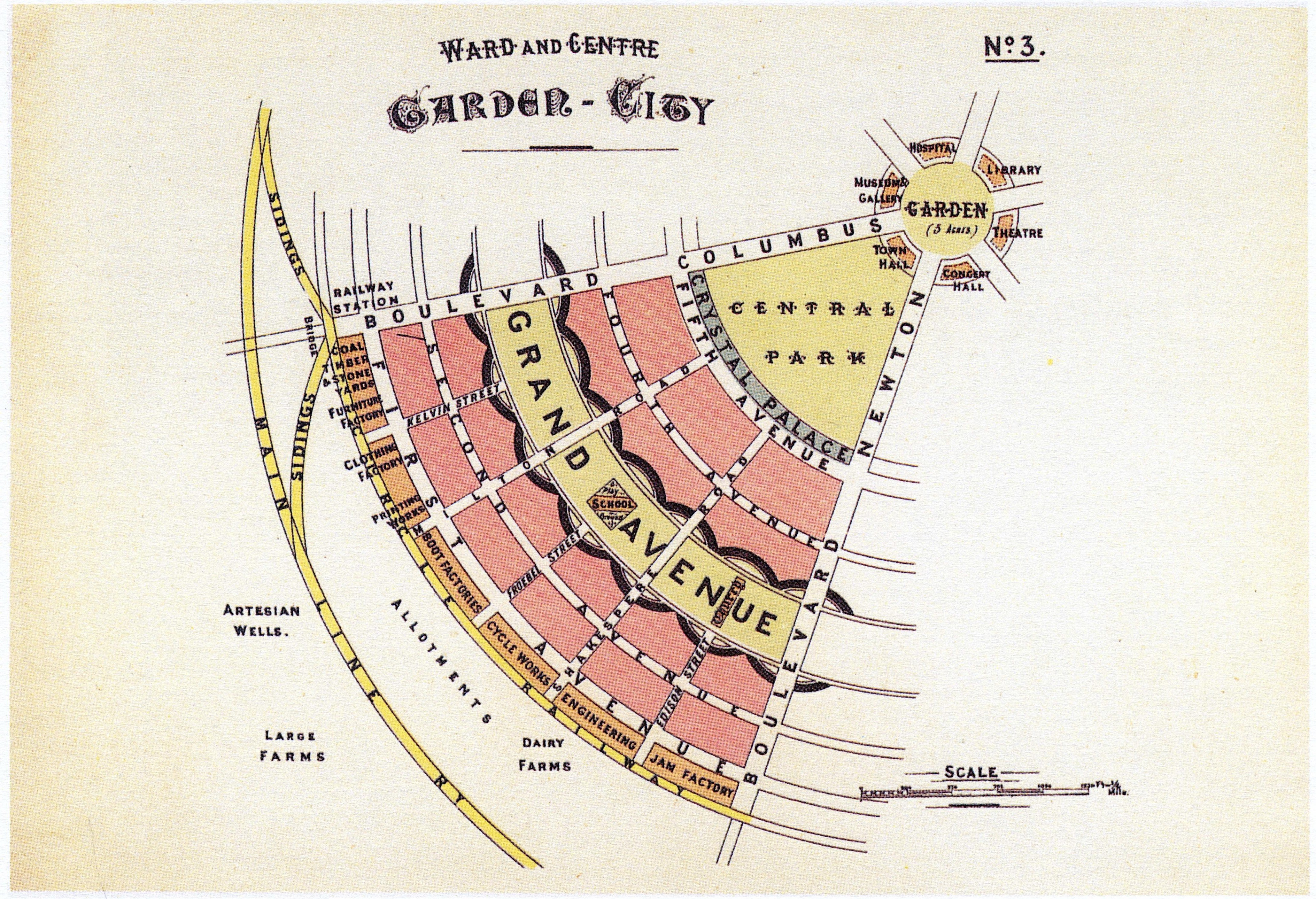
Diagram No.3
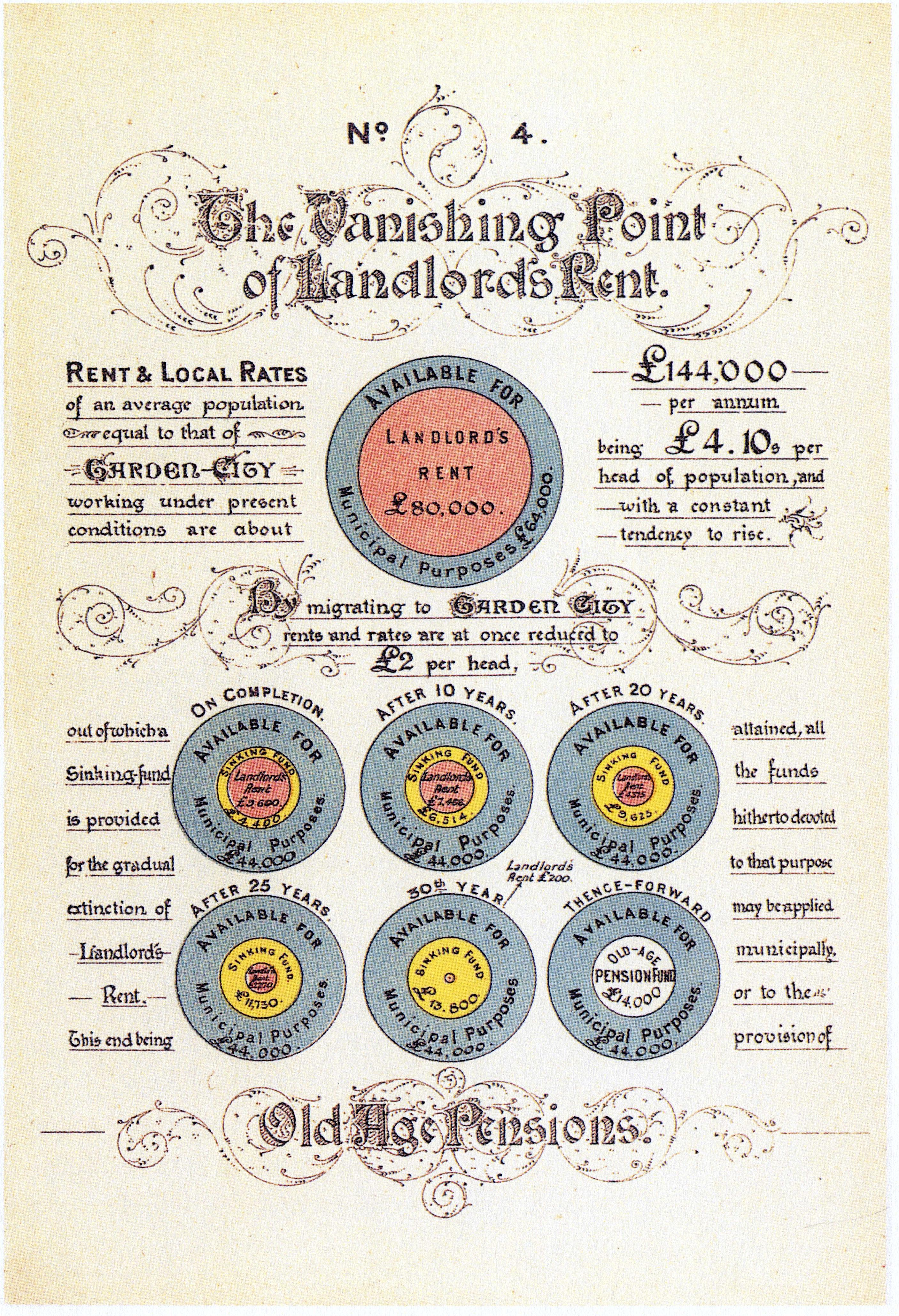
Diagram No.4
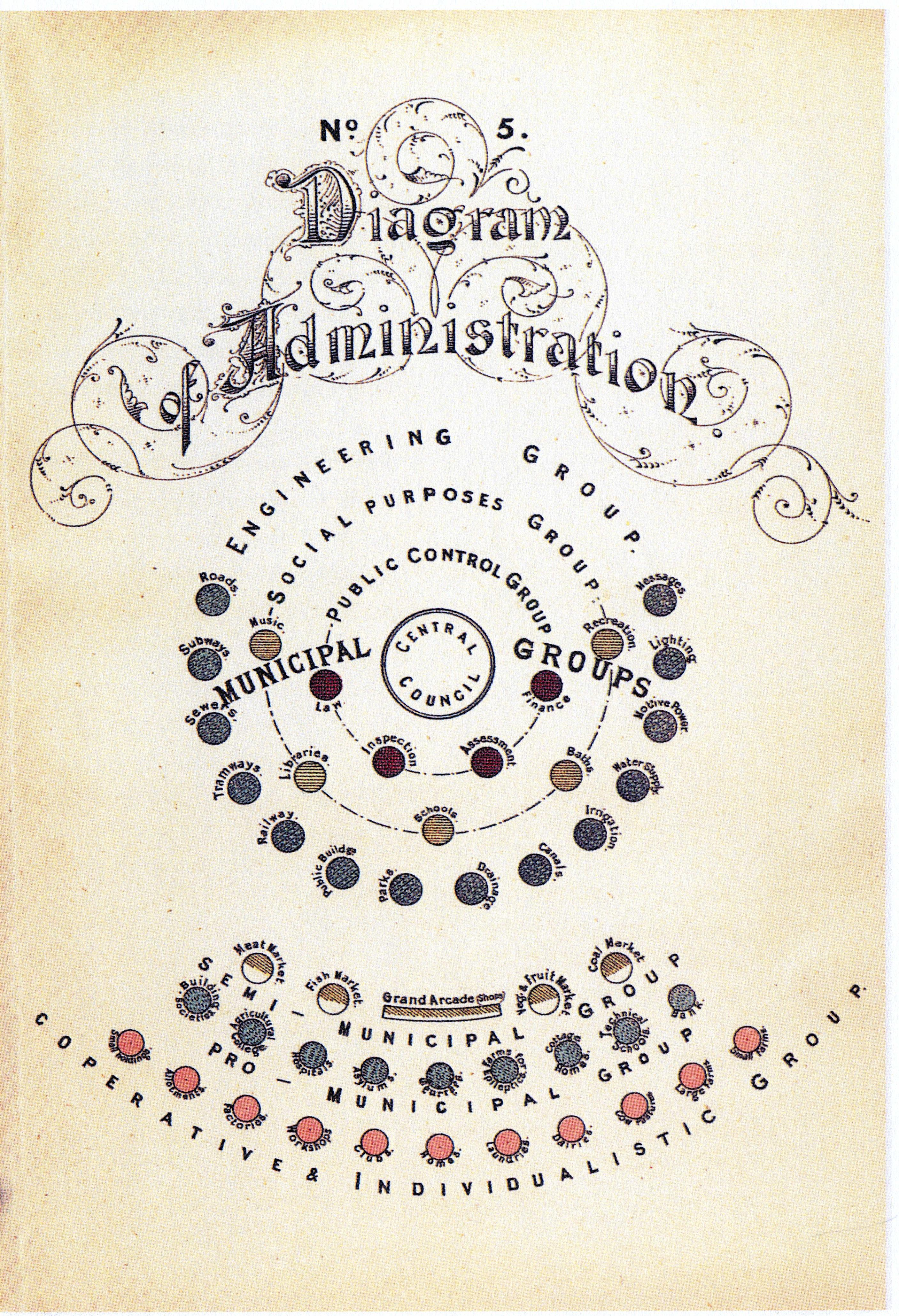
Diagram No.5
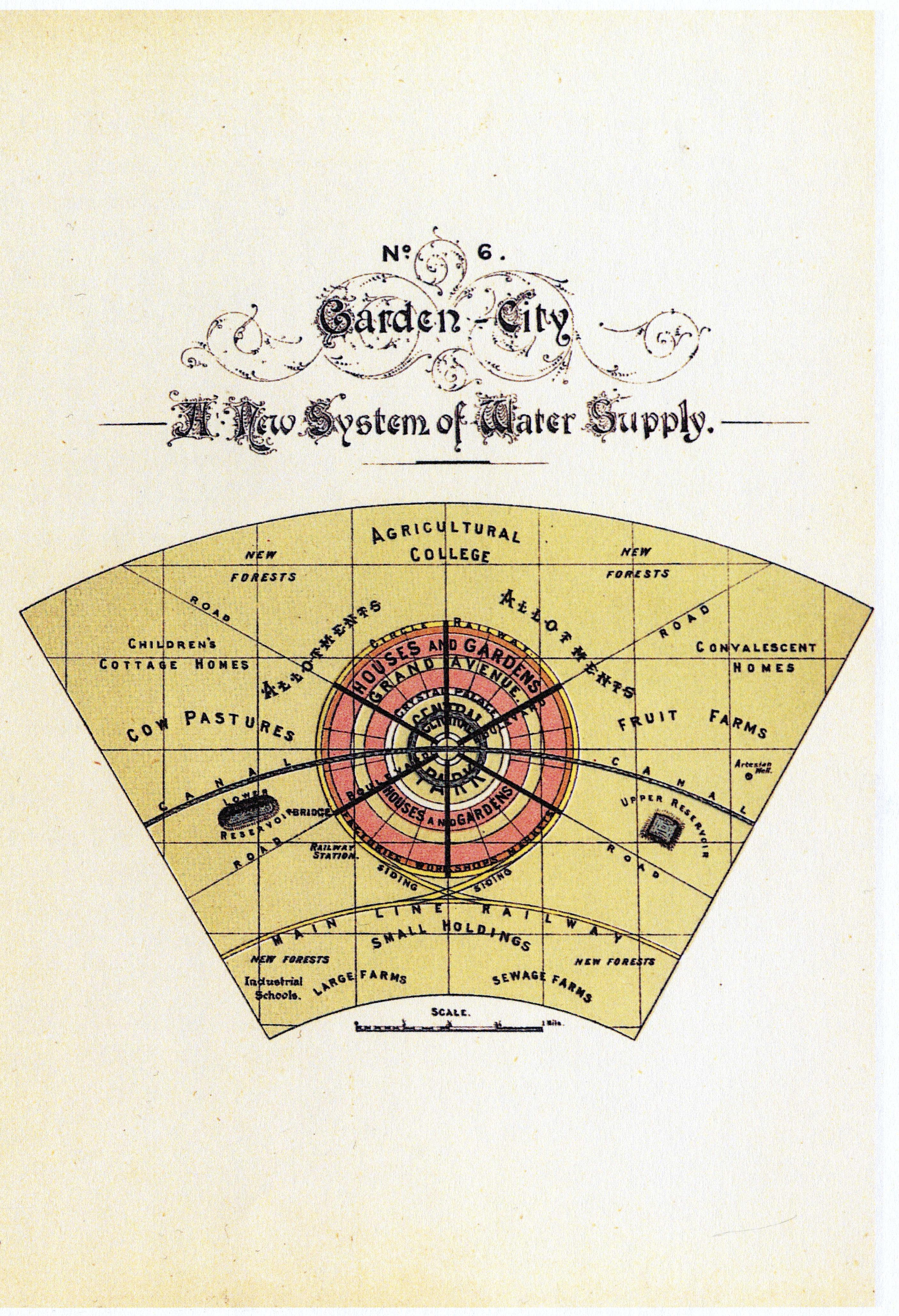
Diagram No.6
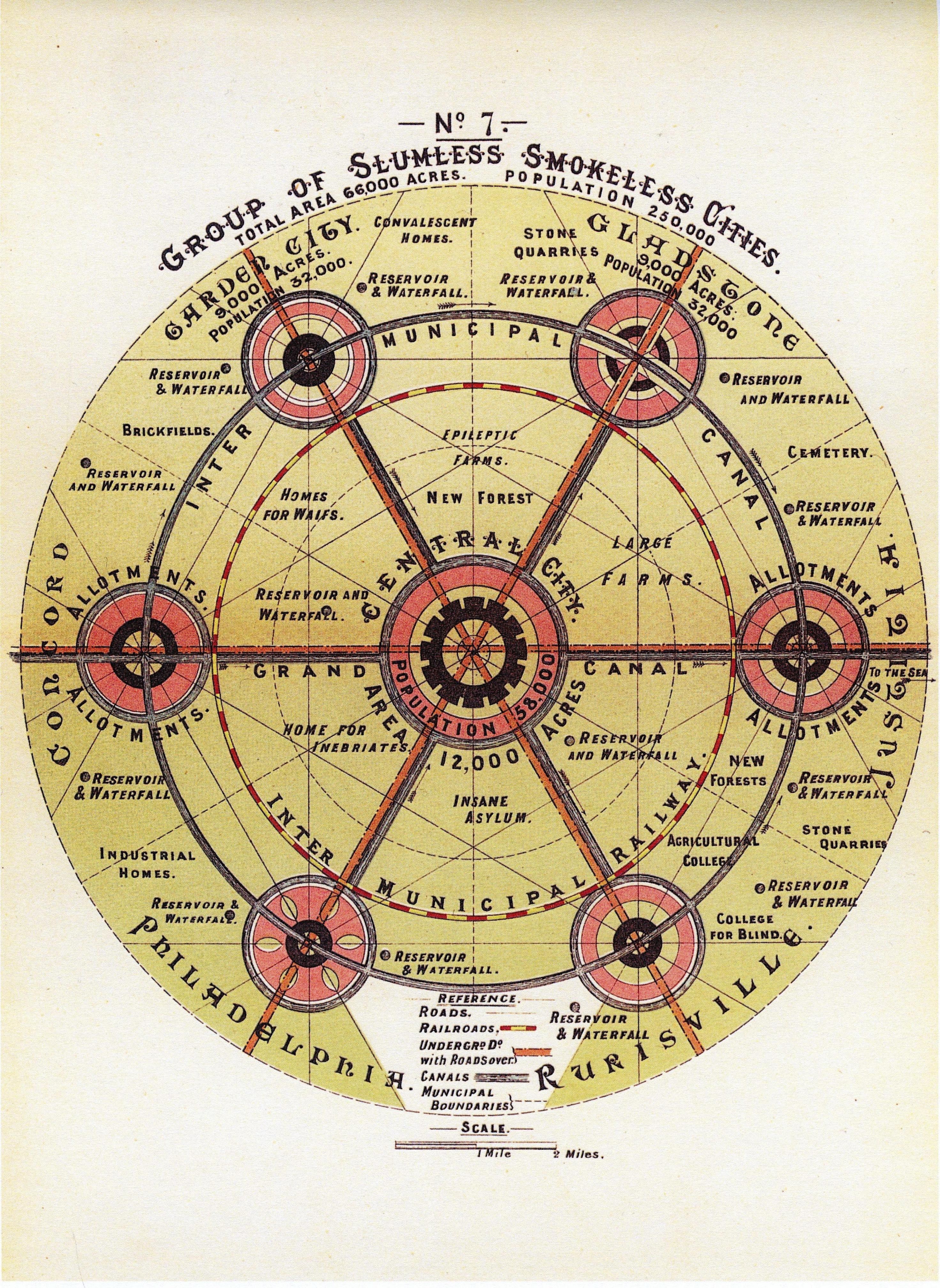
Diagram No.7

## 1902年版に掲載された図

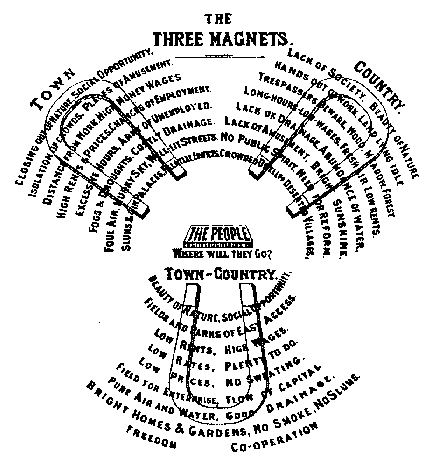
ハワードの「三つの磁石 (Three Magnets)」の図：「人々はどこへ行くのか?」と問いかけ、「Town」、「Country」、「Town-Country」の三者を磁石に見立てている。

## 1922年版に掲載された図

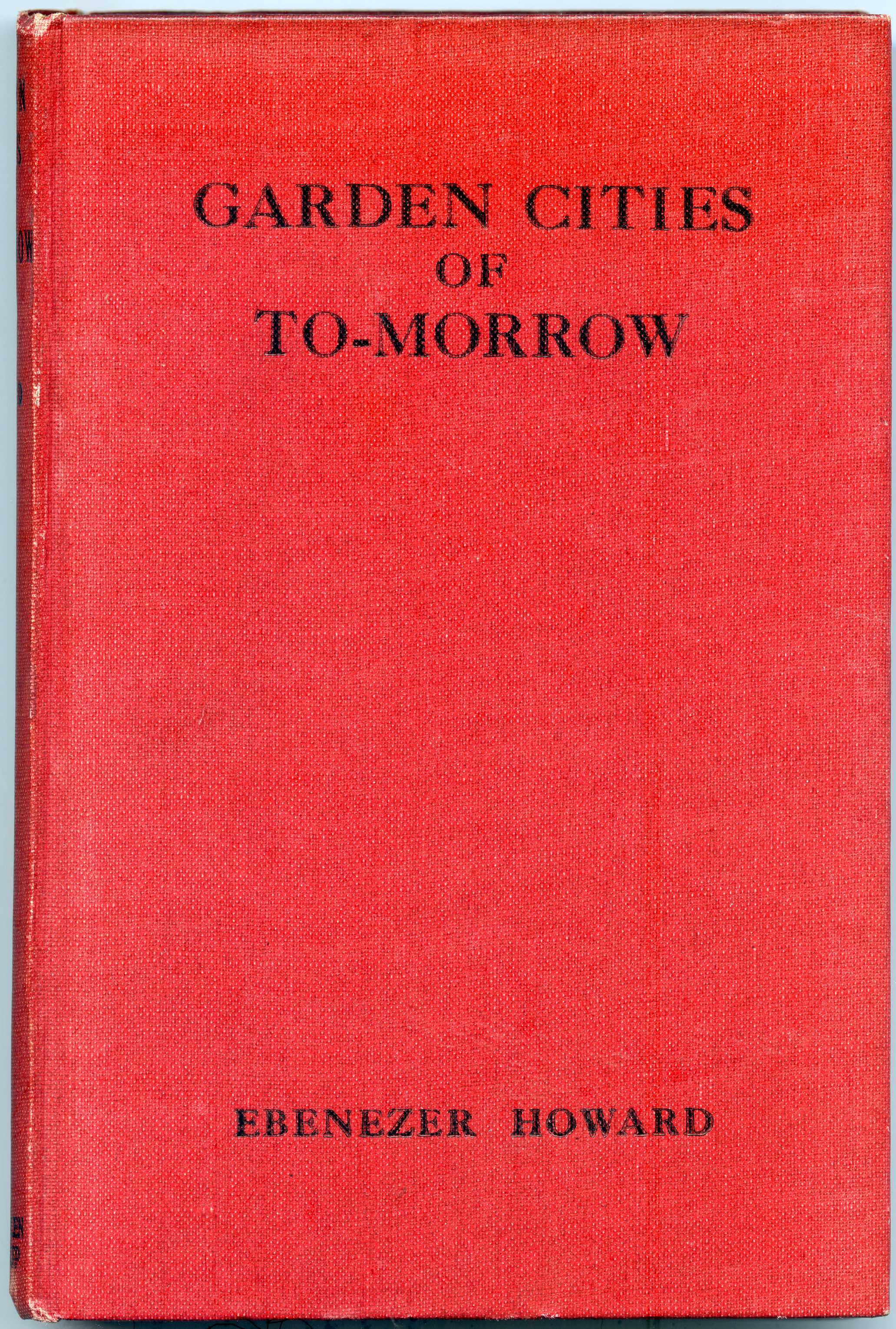
Ebenezer Howard, Garden Cities of To-morrow. 表紙
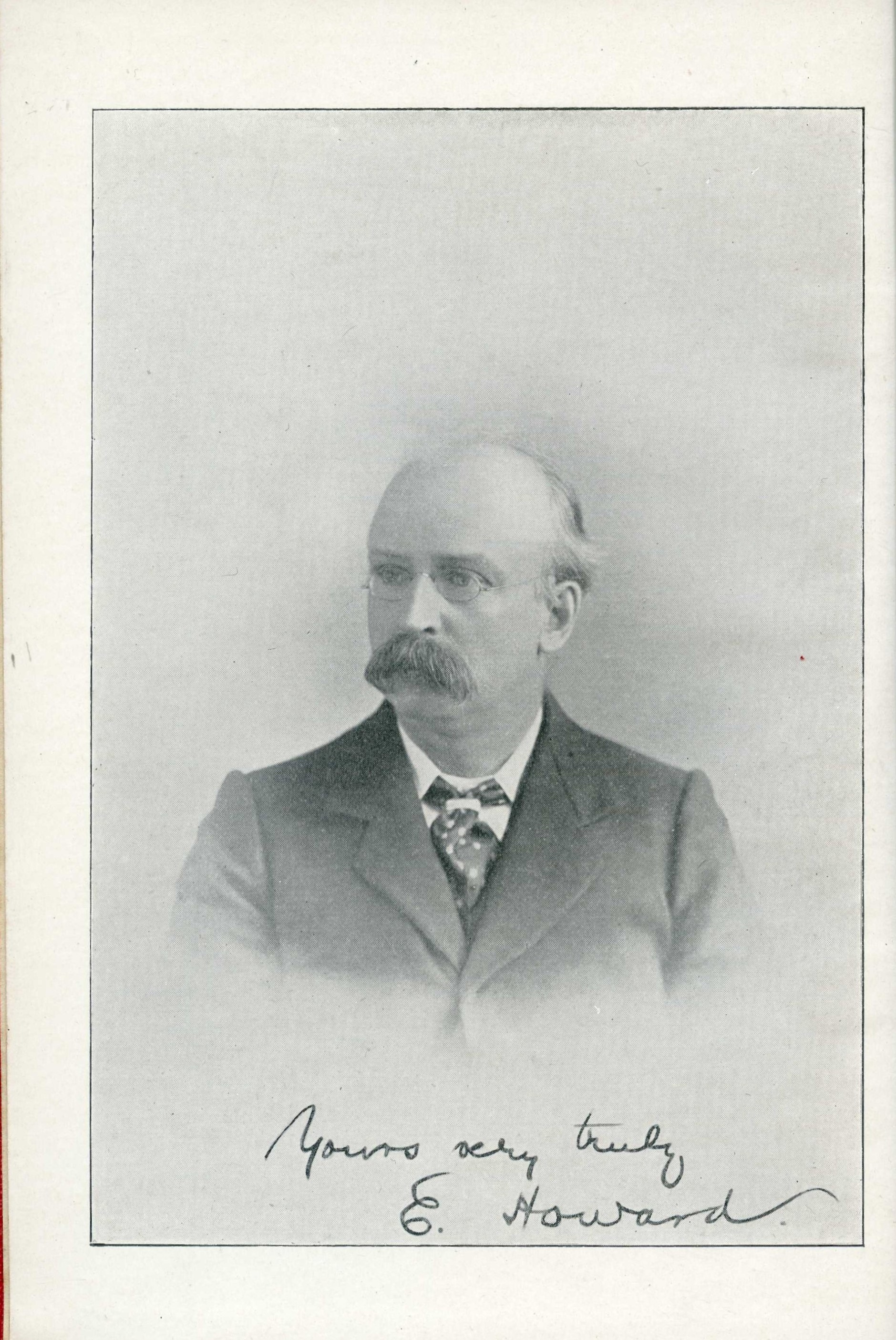
ハワードの肖像
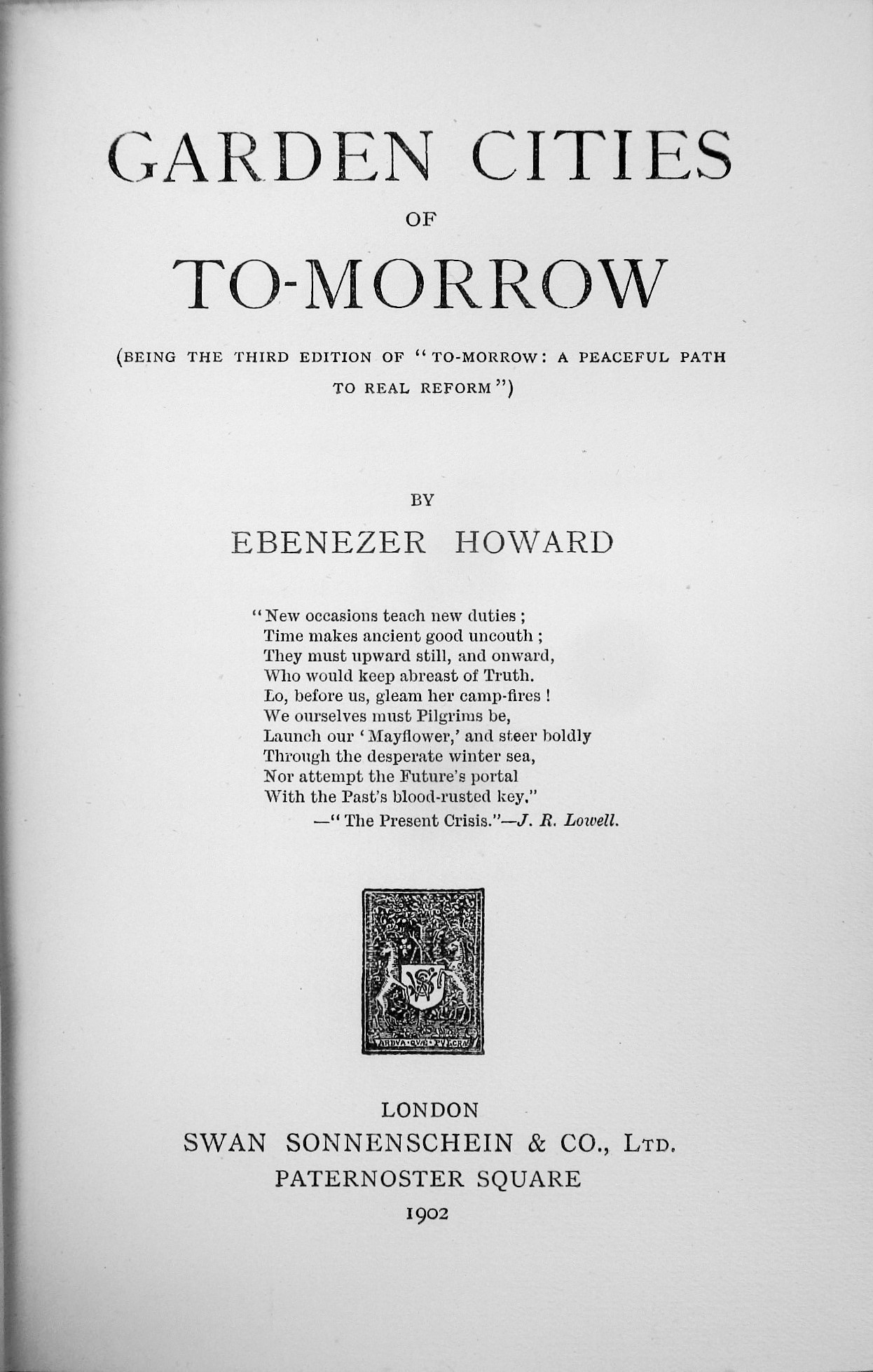
扉
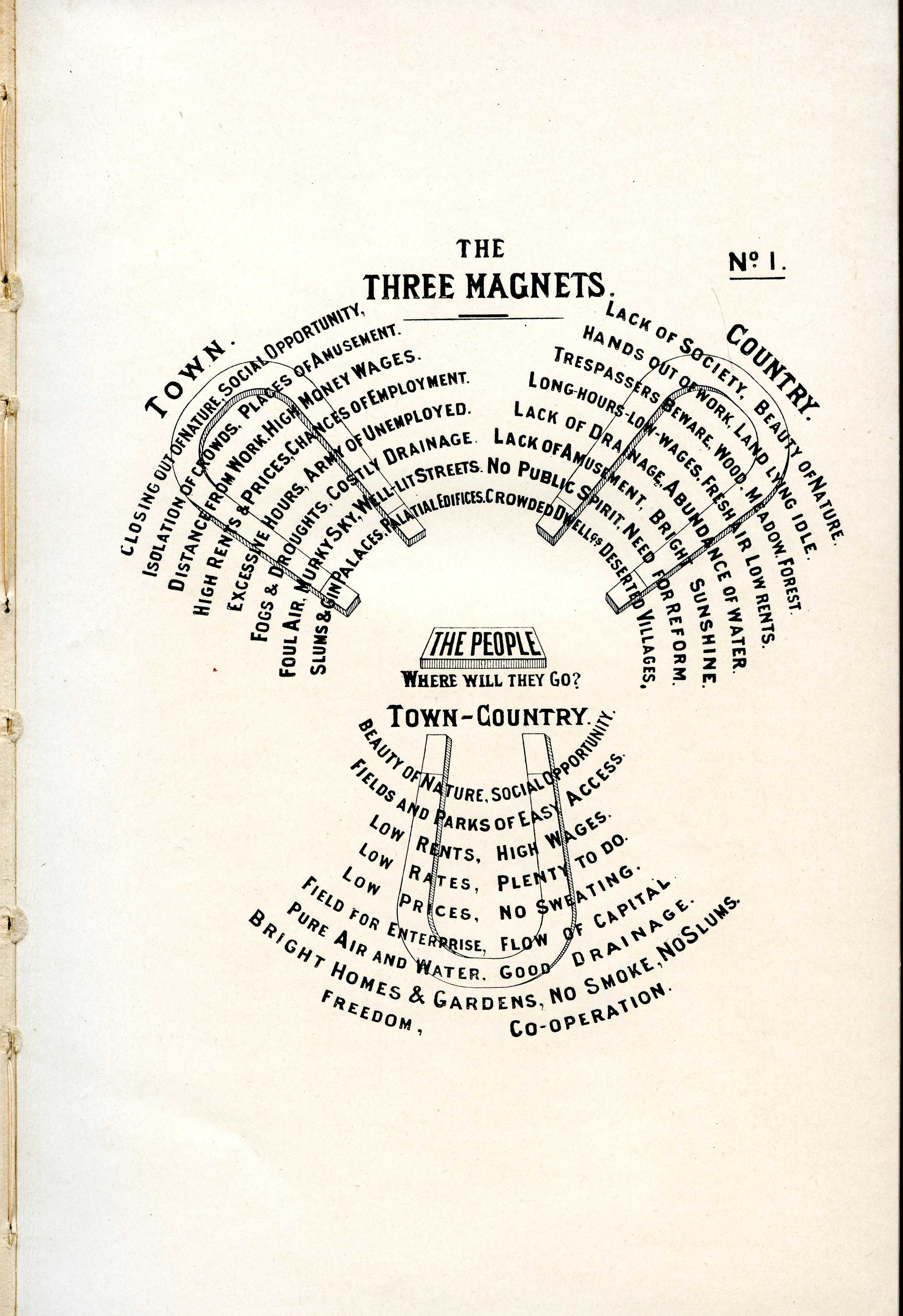
Diagram No.1
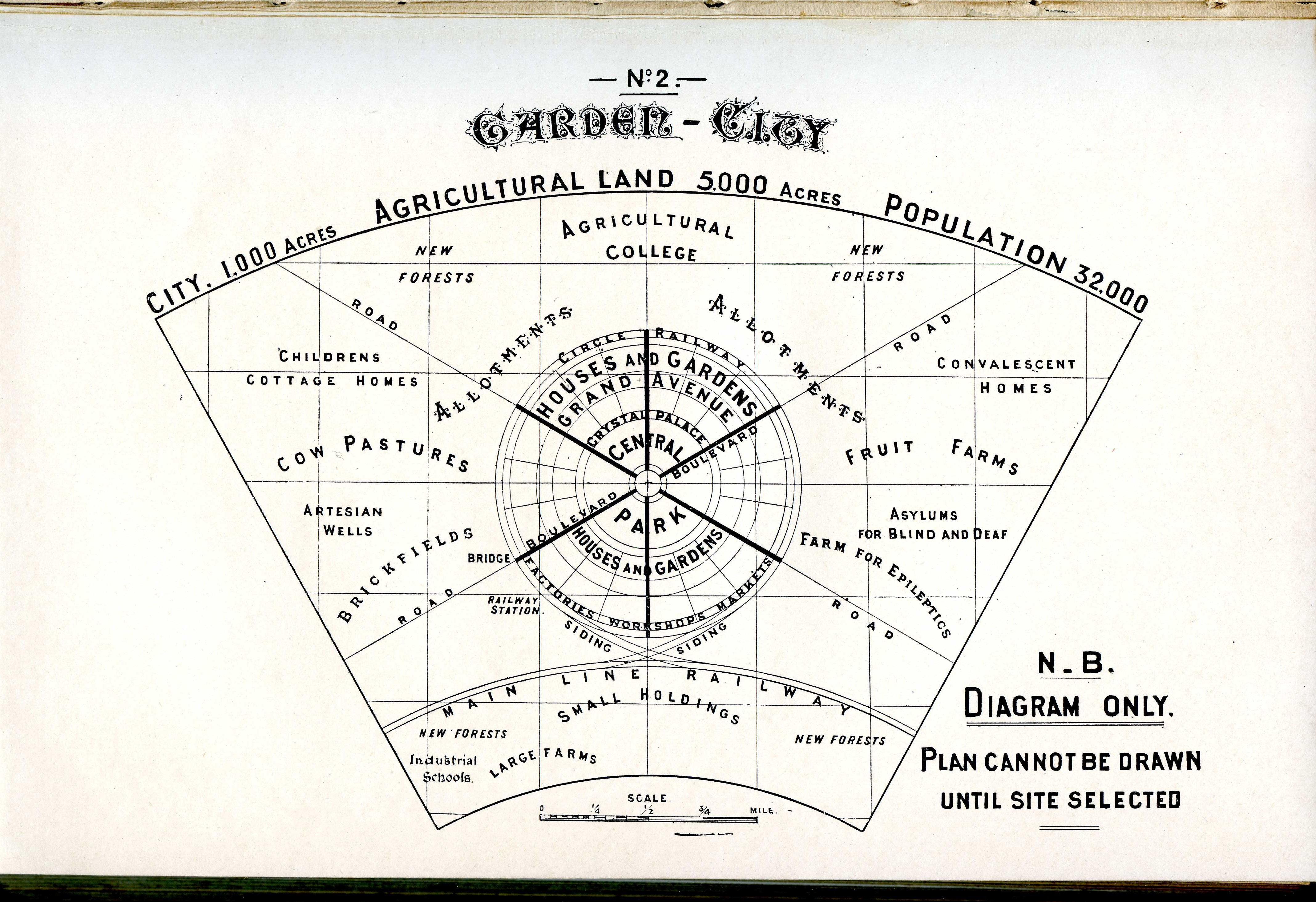
Diagram No.2
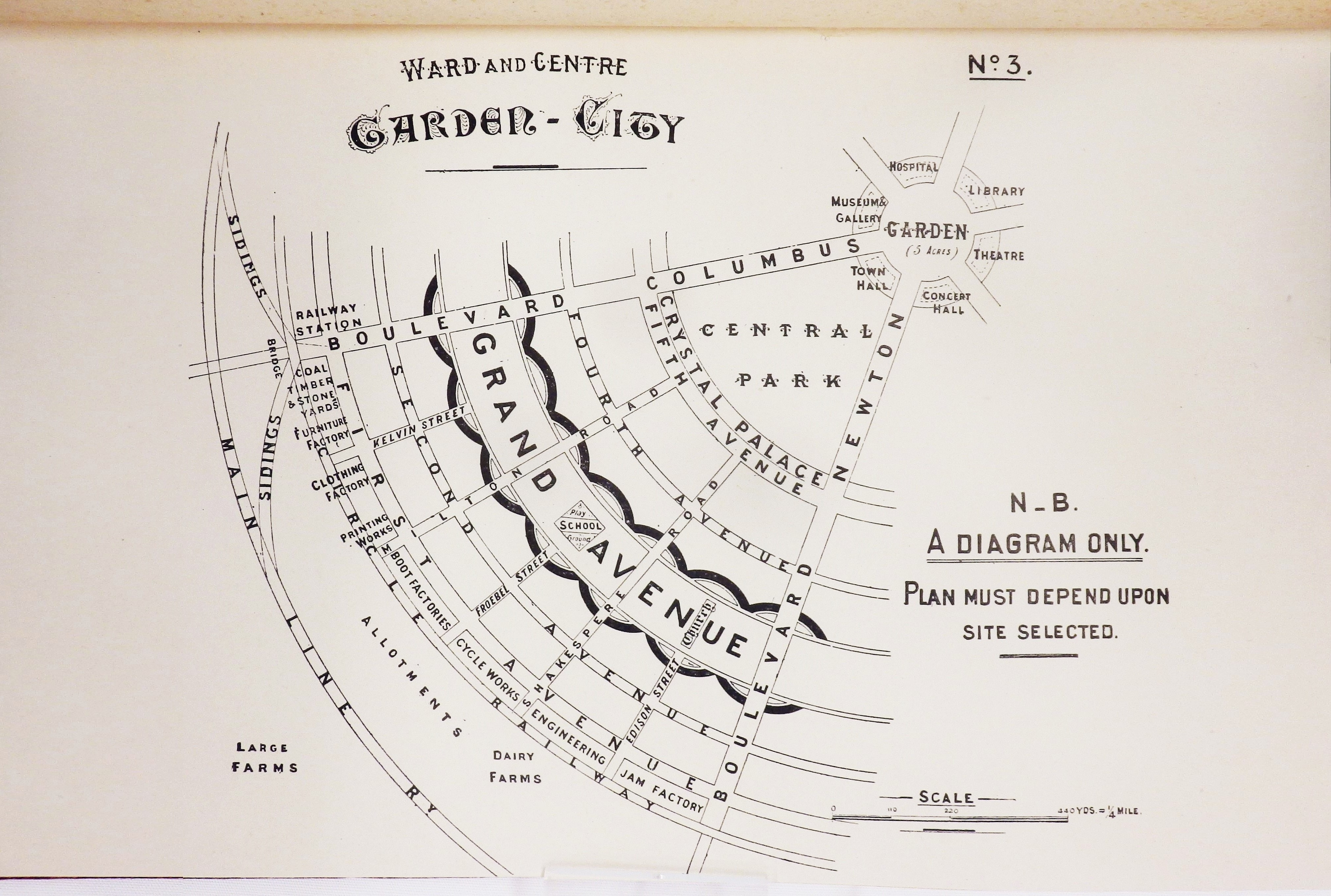
Diagram No.3
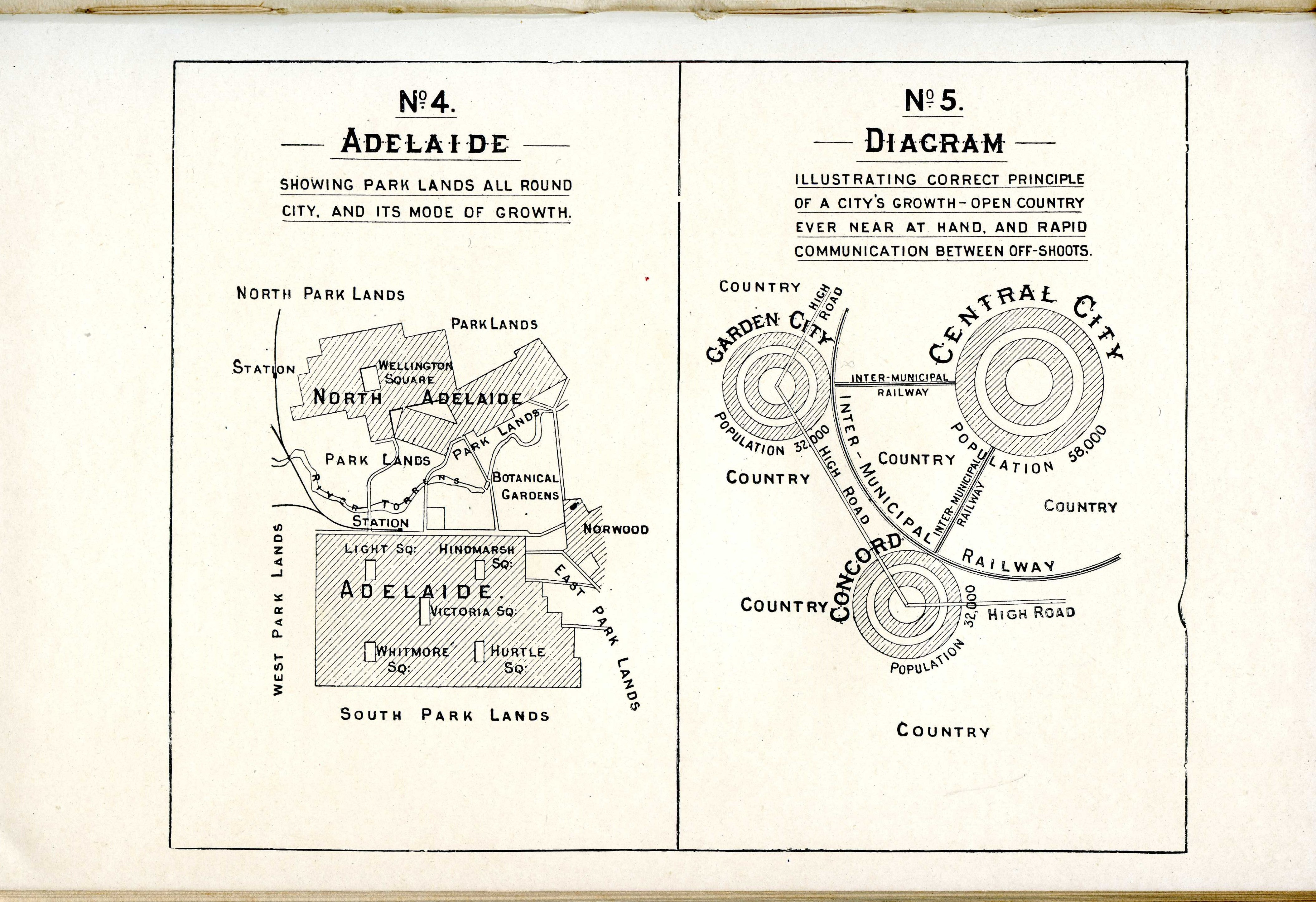
Diagram No.4

## 日本語訳
- 長素連 訳、明日の田園都市、鹿島出版会（SD選書 28）、1968年
- 山形浩生 訳、新訳 明日の田園都市、鹿島出版会、2016年